# 比利時王室
比利時王室（法語：Famille Royale de Belgique，荷蘭語：Belgische Koninklijke Familie，德語：Belgische Königsfamilie）又作薩克森-科堡-比利時（Saxe-Cobourg-Belgique）是自1831年期統治比利時以及在1885年至1908年期間統治剛果自由邦的統治家族。比利時王室源自於德國的薩克森-科堡-哥達王朝。比利時王室的開創者是其第一位國王利奧波德一世，即薩克森-科堡-哥達的利奧波德親王。

## 歷史

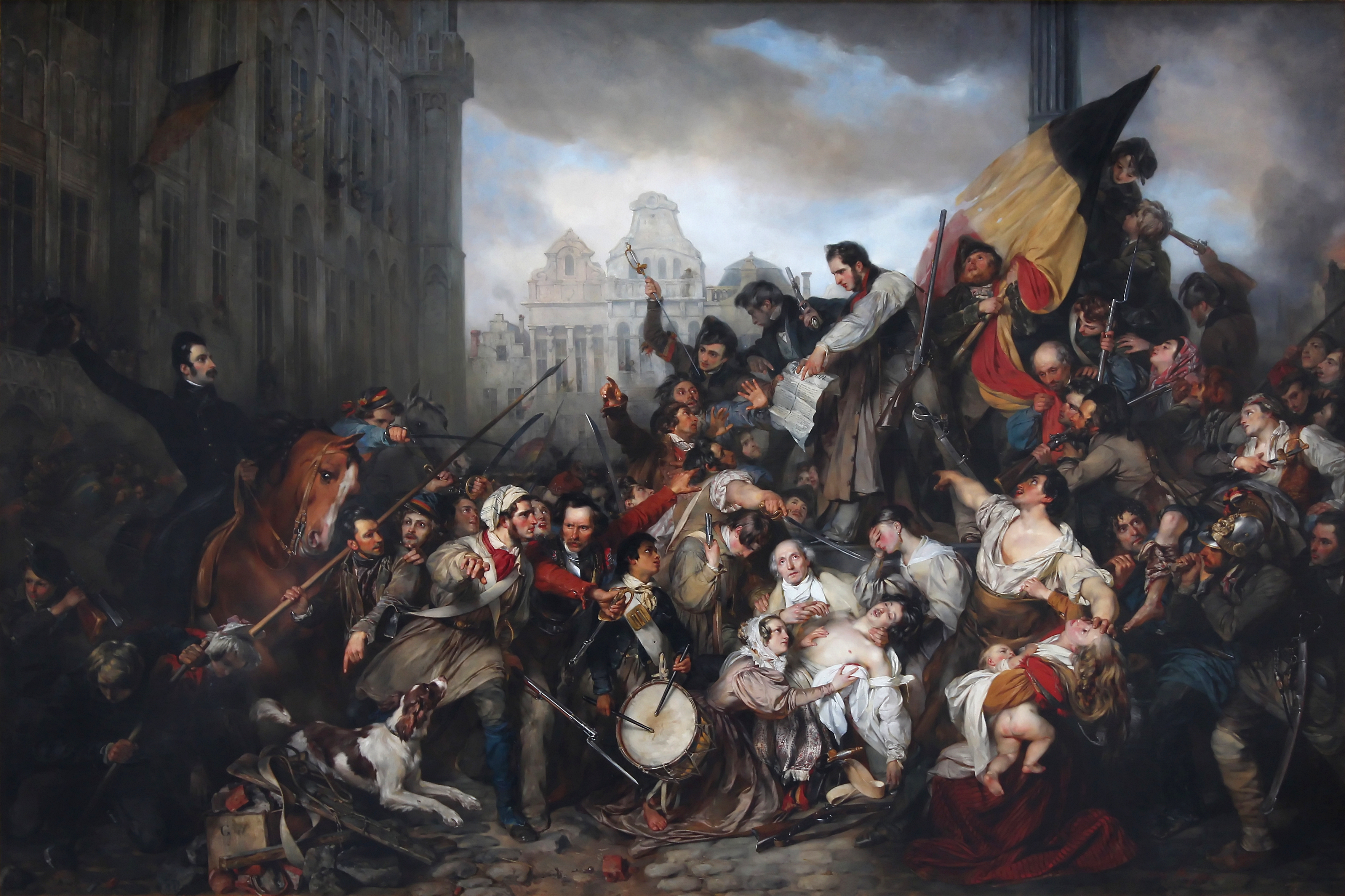
描繪比利時1830年獨立革命的畫

1830年受到法国七月革命影响，比利时爆发革命。初期比利時人嘗試要求脫離荷蘭。儘管國會內有傾向共和制的現象，比利時國民議會仍然決定按照當時的主流即在比利時建立君主立憲制。由於先前比利時並沒有王室，王室的選舉就成為必要。最初，比利時考慮讓荷蘭奧蘭治-拿騷王朝中一個年輕王子擔任比利時國王。但由於荷蘭國王繼續抵制比利時獨立，因此這個想法便不了了之。法國國王路易-菲利普一世的兒子内穆尔公爵路易也曾經被考慮過登上比利時王位。此外，還有後來成為葡萄牙配親王的奧古斯特·德·博阿爾內、泰申公爵卡爾。然而，這項解決方案由於英國的抵製而失敗，英國認為這危及歐洲的平衡。最終，選擇落到了薩克森-科堡-哥達的利奧波德親王身上，他是薩克森-科堡-哥達公爵恩斯特一世的弟弟。
曾經，利奧波德也可能會登上其他國家的王位。1815年，利奧波德迎娶了英國攝政王喬治的女兒，威爾士的夏洛特·奧古斯塔公主。夏洛特當時是王位第二順位繼承人，很有機會繼承王位，利奧波德也可能成為配親王甚至是配國王。然而，他的妻子夏洛特於1817年在生產時難產薨逝，從未登上英國王位。這剝奪了利奧波德統治英國的前景，但他很快就接受了這種情況。利奧波德安排了妹妹維多利亞公主與肯特和斯特拉森公爵愛德華·奧古斯都王子結婚。這對夫婦只有一個女兒，便是後來大名鼎鼎的維多利亞女王。
即使在妻子去世後，利奧波德仍留在英國。 1830年，他在那裡被授予希臘王冠。希臘曾為擺脫奧斯曼帝國的獨立而奮鬥；歐洲主要大國在《倫敦議定書》中決定在該國建立世襲君主制，作為對獨立戰爭支持的補償。然而，利奧波德拒絕了這項提議，因為他認為希臘的政治狀況太不穩定。那裡的王冠隨後也落入了同樣是德國的维特尔斯巴赫王朝。他的家庭關係使利奧波德為英國所接受，他在拿破崙戰爭中的服役使他在比利時很受歡迎，因此利奧波德於1831年成為比利時第一位國王。薩克森-科堡-哥達王朝至今仍作為比利時王室統治比利時。
在第一次世界大戰以後，國王阿爾貝一世決定將「薩克森-科堡」這個姓氏模糊化，改用「比利時」的姓氏。然而，與英國不同的是，英國王室的薩克森-科堡-哥達王朝分支已於1917年更名為溫莎王朝，而薩克森-科堡的姓氏與頭銜始終由比利時王室保留。在2015 年的一份王室法令中，國王菲利普下令，未來所有家庭成員都將使用這一家族世襲頭銜：薩克森-科堡親王或公主，而額外的憲法頭銜為比利時王子或公主僅限於君主的子孫以及有權繼承王位的王位繼承人。比利時阿斯特麗德公主的丈夫奧地利埃斯特大公洛倫茨於1995年被授予比利時親王稱號，這意味著他們的孩子也使用這個姓氏。比利時國王菲利普和比利時洛朗王子的孩子也順理成章地使用這個名字。

## 主要王室成員
以下皆是目前比利時王室的主要王室成員：
- 比利時的阿爾貝國王 和 比利時的保拉王后（國王的父母）
  - 比利時國王菲利普 和 比利時的瑪蒂爾德王后（國王與他的妻子）
    - 布拉班特女公爵伊麗莎白公主（國王的女兒）
    - 比利時的加布裡埃爾王子（國王的兒子）
    - 比利時的埃曼努埃爾王子（國王的兒子）
    - 比利時的埃莱奥诺尔公主（國王的女兒）

  - 比利時的阿斯特麗德公主 和 比利時的洛倫茲親王（國王的妹妹和妹夫）
  - 比利時的勞倫特王子 和 比利時的克萊爾王妃（英语：Princess Claire of Belgium）（國王的弟弟和弟媳）
    - 比利時的路易絲公主（英语：Princess Louise of Belgium (born 2004)）（國王的姪女）
    - 比利時的尼古拉斯王子（英语：Prince Nicholas of Belgium）（國王的侄子）
    - 比利時的艾姆裡克王子（英语：Prince Aymeric of Belgium）（國王的侄子）

  - 比利時的德爾菲娜公主（國王的同父異母妹妹）

## 廣義王室成員
阿爾貝二世的女系後代：
- 比利時的阿斯特麗德公主 和 比利時的洛倫茲親王（國王的妹妹和妹夫）
  - 比利時的阿瑪迪奧王子 和 比利時的伊麗莎白王妃（法语：Elisabetta Rosboch von Wolkenstein）（國王的侄子和侄媳）
  - 比利時的瑪麗亞·勞拉公主（法语：Maria Laura de Belgique）（國王的姪女）
  - 比利時的約阿希姆王子（國王的侄子）
  - 比利時的路易莎·瑪麗亞公主（荷兰语：Luisa Maria van België）（國王的姪女）
  - 比利時的莱蒂西娅·瑪麗亞公主（荷兰语：Laetitia Maria van België）（國王的姪女）
- 比利時的德爾菲娜公主（國王的同父異母妹妹）
  - 比利時的約瑟芬公主（國王的姪女）
  - 比利時的奧斯卡王子（國王的侄子）

利奧波德三世的後代：
- 比利時的莱娅王妃（英语：Princess Léa of Belgium）（國王的叔母）
- 比利時的瑪麗·克里斯蒂娜公主（法语：Marie-Christine de Belgique）（國王的姑母）
- 比利時的瑪麗·艾絲美拉達公主（英语：Princess Marie-Esméralda of Belgium）（國王的姑母）

## 王室頭銜

### 布拉班特公爵和弗蘭德伯爵
1840年12月16日的王室法令，將布拉班特公爵爵位作為王室爵位引入。因此，針對國王後裔缺乏比利時頭銜的問題找到了一個臨時解決方案。這兩個歷史頭銜在1795年之前在低地地區南部都具有法律效力，並且都屬於哈布斯堡王朝。布拉班特公爵的頭銜在王朝中保留給君主的長子和法定繼承人，就像威爾斯親王或阿斯圖裡亞斯親王等外國例子。1840年12月16日的王室法令同時也將弗蘭德伯爵爵位作為王室爵位引入，而弗蘭德伯爵是單獨保留給君主的第二個兒子的，就像英國的約克公爵一樣。
2001年10月16日的皇家法令廢除了弗蘭德伯爵的頭銜。

### 埃諾伯爵
1859年，時任王位繼承人的利奧波德二世誕下一個兒子，也叫利奧波德。但這個孩子沒有自己的比利時頭銜或名字。為了彌補這一缺陷，1859年6月12日的皇家法令設立了埃諾伯爵的頭銜，這是一個具有歷史先例價值的新王朝頭銜，授予王位繼承人的長子。
2001年10月16日的皇家法令也廢除了埃諾伯爵的頭銜。

### 列日親王和皇家親王
1934年，根據1934年6月7日的皇家法令，為阿爾貝王子（後來的比利時國王阿爾貝二世）設立了個人頭銜「列日親王」 。迄今為止，該稱號僅被授予一次。
1950年8月10日，博杜安王子，即後來的比利時國王博杜安，被任命為皇家王子。設計這個結構是為了找到國王問題的解決方案。博杜安王子將保留這一頭銜，直到1951年7月16日他21歲生日即位為止。同時，比利時國王利奧波德三世正式仍是比利時國王，但王權已掌握在王儲手中。

### 蕾西女親王
比利時國王利奧波德三世在第二次世界大戰期間被俘期間，未經部長批准，於1941年9月11日以宗教方式再婚，並於1941年12月6日以民事方式與西佛蘭德公民莉莉安·巴爾斯結婚，因此出現了王朝問題。利奧波德三世授予她雷西女親王的頭銜殿下的頭銜。他也認為，從那一刻起，她還可以擁有比利時王妃、薩克森公爵夫人、薩克森-科堡和哥達王妃的頭銜。自第一次世界大戰結束以來，這個名字已被非正式地由「比利時」取代，但從未正式廢除。

## 外部鏈接
- The Belgian monarchy （页面存档备份，存于） – official site of the Belgian royal family
- The Belgian monarchy 的存檔，存档日期9 March 2012. – official brochure of the Belgium government
- What role for a Belgian monarch? – website Expatica.com